# Guido Westerwelle
Guido Westerwelle (Bad Honnef, 27. prosinca 1961. – Köln, 18. ožujka 2016.), njemački političar, ministar vanjskih poslova i dokancelar Njemačke u drugoj Vladi Angele Merkel te predsjednik Slobodne demokratske stranke između 2001. i 2011. godine.
Po zanimanju je bio odvjetnik. Bio je zastupnik u njemačkom Bundestagu od 1996. do 2013., kada se povukao iz politike.
Bio je prvi homoseksualac na nekoj visokoj političkoj ulozi u Njemačkoj. Prije smrti, objavio je knjigu o svojo borbi protiv raka Između dva života.
Umro je u 54. godini života od leukemije.